# Victor Oladipo
Kehinde Babatunde Victor Oladipo (ur. 4 maja 1992 w Silver Spring) – amerykański zawodowy koszykarz, grający na pozycjach rzucającego obrońcy, bądź rozgrywającego, od 2023 zawodnik Houston Rockets. 
Wybrany z numerem drugim w drafcie 2013 przez Orlando Magic. W latach 2010–2013 był zawodnikiem uniwersyteckiej drużyny Indiana Hoosiers. Eksperci koszykarscy porównywali go do Dwyane Wade'a.
Zajął drugie miejsce w głosowaniu na debiutanta roku NBA w sezonie 2013/14. Został też wybrany do pierwszej piątki debiutantów.
6 lipca 2017 w wyniku wymiany trafił do Indiany Pacers.
16 stycznia 2021 w wyniku wymiany trafił do Houston Rockets. 25 marca został wytransferowany do Miami Heat. 6 lipca 2023 dołączył do Oklahoma City Thunder. 17 października 2023 został wymieniony do Houston Rockets.

## Osiągnięcia
Stan na 21 października 2023 na podstawie, o ile nie zaznaczono inaczej.
NCAA
- Uczestnik rozgrywek Sweet Sixteen turnieju NCAA (2012, 2013)
- Mistrz sezonu regularnego konferencji Big 10 (2013)
- Zawodnik roku NCAA:
  - Adolph Rupp Trophy (2013)[10]
  - według Sporting News (2013)[11]
- Obrońca roku:
  - NCAA według National Association of Basketball Coaches (2013)[12]
  - konferencji Big Ten (2013)[13]
- Zaliczony do:
  - I składu:
    - All-American (2013)
    - Big Ten (2013)
    - defensywnego Big Ten (2012, 2013)

  - składu All-Big Ten honorable mention (2012)

NBA
- Wicemistrz NBA (2023)[14]
- Zawodnik, który poczynił największy postęp (2018)[15]
- 2-krotnie wybierany do udziału meczu gwiazd NBA (2018, 2019[a])
- Zaliczony do:
  - I składu:
    - defensywnego NBA (2018)[18]
    - debiutantów NBA (2014)[19]
    - letniej ligi NBA w Orlando (2013)

  - III składu NBA (2018)[20]
- Uczestnik:
  - Rising Stars Challenge (2014, 2015)
  - konkursu wsadów NBA (2015, 2018)
  - Skills Challenge (2014)
- Debiutant miesiąca konferencji wschodniej NBA (grudzień 2013, luty 2014)
- Lider sezonu regularnego NBA w średniej przechwytów (2018)